# Стефан Ангелов (лекар)
Вижте пояснителната страница за други личности с името Стефан Ангелов.
Стефан Ангелов Хаджидобрев (28 февруари 1878 – 1 октомври 1964) е български микробиолог, ветеринарен лекар, академик (1947), един от основателите на микробиологията в България. Той е първият декан на Ветеринарно-медицинския факултет в София (1923 – 1925), ректор на Софийския университет „Св. Климент Охридски“ (1941 – 1942), основател и пръв директор на Института по микробиология при Българската академия на науките (1951 – 1962), който днес носи неговото име.
Акад. Стефан Ангелов изследва бактерийните и вирусните антропозоонози и рикетсиози. Носител на Димитровска награда през 1950 г. и през 1952 г. – с колектив. Носител на орден „Георги Димитров“ през 1963 г.

## Памет
На Стефан Ангелов е наречена улица в квартал „БАН IV километър“ в София (Карта).